# Ћојлија
Ћојлија (мкд. Ќојлија) је насеље у Северној Македонији, у северном делу државе. Ћојлија припада општини Петровец, која окупља источна предграђа Града Скопља.

## Географија
Ћојлија је смештена у северном делу Северне Македоније. Од најближег већег града, Скопља, насеље је удаљено 25 km источно.
Насеље Ћојлија је у оквиру историјске области Блатија, која се обухвата источни део Скопског поља. Насеље је смештено на источном ободу поља, док се источно од насеља издиже се брежуљкаст крај Которци. Надморска висина насеља је приближно 320 метара.
Месна клима је континентална.

## Становништво
Ћојлија је према последњем попису из 2002. године имала 400 становника.
Претежно становништво су Бошњаци (54%), а мањина су Албанци (45%). До почетка 20. века већинско становништво у селу били су Турци, који су се потом спонтано иселили у матицу.
Већинска вероисповест је ислам.